# Remède à la mélancolie
Remède à la mélancolie est une émission de radio d'entretien sur France Inter diffusée le dimanche matin de 10h10 à 11h et animée par Eva Bester. L'émission est diffusée depuis 2013, chaque dimanche à partir de la rentrée 2014.
Après 8 années à l'antenne, l'émission s'arrête en 2021, pour une nouvelle émission nommée L'embellie, toujours présentée par Eva Bester,.

## Concept
L'émission d'Eva Bester est diffusée depuis 2013, d'abord en soirée durant les étés 2013 et 2014, puis chaque dimanche à partir de la rentrée 2014. Son invité donne ses idées pour combattre la mélancolie. Ces remèdes peuvent être un livre, une chanson, une activité spécifique.

## Controverse
À la suite du mouvement des gilets jaunes, les émissions de François Ruffin et Mounir Mahjoubi ont été annulées. François Ruffin, député de la France Insoumise, parle de censure alors que le directeur des programmes assure que la diffusion n'a plus aucun sens car les émissions ont été enregistrées avant le mouvement. Les émissions sont finalement diffusées.

## Audience
Cette émission réunit 1 million et demi d'auditeurs en moyenne.